# The Best of The Band, Vol. II
The Best of The Band, Vol. II es un álbum recopilatorio del grupo norteamericano de rock The Band, publicado en 1999 por Rhino Records.
Con la compilación de once canciones extraídas de los últimos tres álbumes editados tras la reunificación del grupo, el álbum intenta dibujar un retrato del grupo sin Richard Manuel ni Robbie Robertson. En algunos aspectos, simula un álbum de grandes éxitos: a pesar de presentar temas poco conocidos y de escaso éxito en las listas, supone una selección de los temas más valorados dentro de los últimos años del grupo.
Un tema, "Young Blood", había estado únicamente disponible en Estados Unidos a través del álbum tributo a Doc Pomus, si bien aparecería en las ediciones británica y japonesa del álbum de 1996 High on the Hog.
El último tema, "She Knows", está grabado en directo e interpretado por Richard Manuel.

## Lista de canciones
1. "Stand Up"
2. "Remedy"
3. "Back to Memphis"
4. "Blind Willie McTell"
5. "Atlantic City"
6. "Forever Young"
7. "Young Blood"
8. "Stuff You Gotta Watch"
9. "White Cadillac (Ode To Ronnie Hawkins)"
10. "The High Price of Love"
11. "She Knows"